# Hugo Liisberg
Carl Hugo Liisberg (født 23. juli 1896 i København, død 12. april 1958 i Hillerød) var en dansk billedhugger. Hugo Liisberg var søn af porcelænsmaleren Carl Frederik Liisberg og Selma Amalia Möllenborg, gift med Inger Paulsen datter af maleren Julius Paulsen og Esther Lange.
Hugo Liisberg arbejdede fortrinsvis med dyreskulpturer. Sansen for denne specielle type havde han fra sin far, der arbejdede for Den kongelige Porcelainsfabrik. Tidligt begyndte han selv at modellere, bl.a. i Zoologisk Have. Han var et kort stykke tid i forbindelse med Kai Nielsen, med kunstnergrupperne Grønningen og Fynboerne. I 1920 besøgte han Antoine Bourdelles skole i Paris, samtidig med at han studerede på museerne her og senere også i Italien. Han mestrede ikke kun en stor form som eksempelvis Ørnebrønden i Silkeborg, men også det lille format, som i de glaserede stentøjsarbejder, han havde fremstillet siden 1930 i samarbejde med Nathalie Krebs.